# Liste der Biografien/Clag
Liste der Biografien |
Portal Biografien |
Personensuche
# |
A |
B |
C |
D |
E |
F |
G |
H |
I |
J |
K |
L |
M |
N |
O |
P |
Q |
R |
S |
T |
U |
V |
W |
X |
Y |
Z |
?
 
Ca |
Cb |
Cc |
Ce |
Ch |
Ci |
Cj |
Ck |
Cl |
Cm |
Cn |
Co |
Cr |
Cs |
Ct |
Cu |
Cv |
Cw |
Cy |
Cz
 
Cla |
Cle |
Cli |
Clo |
Clu |
Clw |
Cly
 
Claa |
Clab |
Clac |
Clad |
Clae |
Claf |
Clag |
Clah |
Clai |
Claj |
Clam |
Clan |
Clap |
Clar |
Clas |
Clat |
Clau |
Clav |
Claw |
Clax |
Clay
Die Liste der Biografien führt alle Personen auf, die in der deutschsprachigen Wikipedia einen Artikel haben. Dieses ist eine Teilliste mit 10 Einträgen von Personen, deren Namen mit den Buchstaben „Clag“ beginnt.

## Clag

### Clage
- Clages, Christian (* 1955), deutscher Diplomat, Leiter der Deutschen Vertretung in Ramallah (seit August 2018)
- Clages, Gerhard (1902–1944), deutscher SS-Hauptsturmführer, Chef des SD-Auslandsnachrichtendienst in Budapest und war Leiter der Zerstörung von Ležáky
- Clagett, Clifton (1762–1829), US-amerikanischer Politiker
- Clagett, Marshall (1916–2005), US-amerikanischer Historiker
- Clagett, William H. (1838–1901), US-amerikanischer Politiker

### Clagg
- Clagget, Charles (* 1740), irischer Musiker, Komponist und Instrumentenbauer

### Clagu
- Clague, Frank (1865–1952), US-amerikanischer Politiker
- Clague, John J. (* 1946), kanadischer Geologe
- Clague, Kale (* 1998), kanadischer Eishockeyspieler
- Clague, Kimberley (* 1988), britische Badmintonspielerin